# 로빈슨 크루소 (2016년 영화)
《로빈슨 크루소》(Robinson Crusoe)는 2016년 공개된 애니메이션 영화이다. 대니얼 디포의 동명의 소설을 바탕으로 제작되었다.

## 출연
- 마티아스 슈바이크회퍼 : 로빈슨 크루소 역
- 카야 야나르 : 튜즈데이 역 역
- 신디 아우스 마르잔
- 디터 할레르보르덴
- 아일린 테젤